# Adolfo Fernández Casanova
Adolfo Fernández Casanova (Pamplona, 1843 - Madrid, 11 d'agost de 1915) fou un arquitecte navarrès, acadèmic de la Reial Acadèmia de la Història.

## Biografia

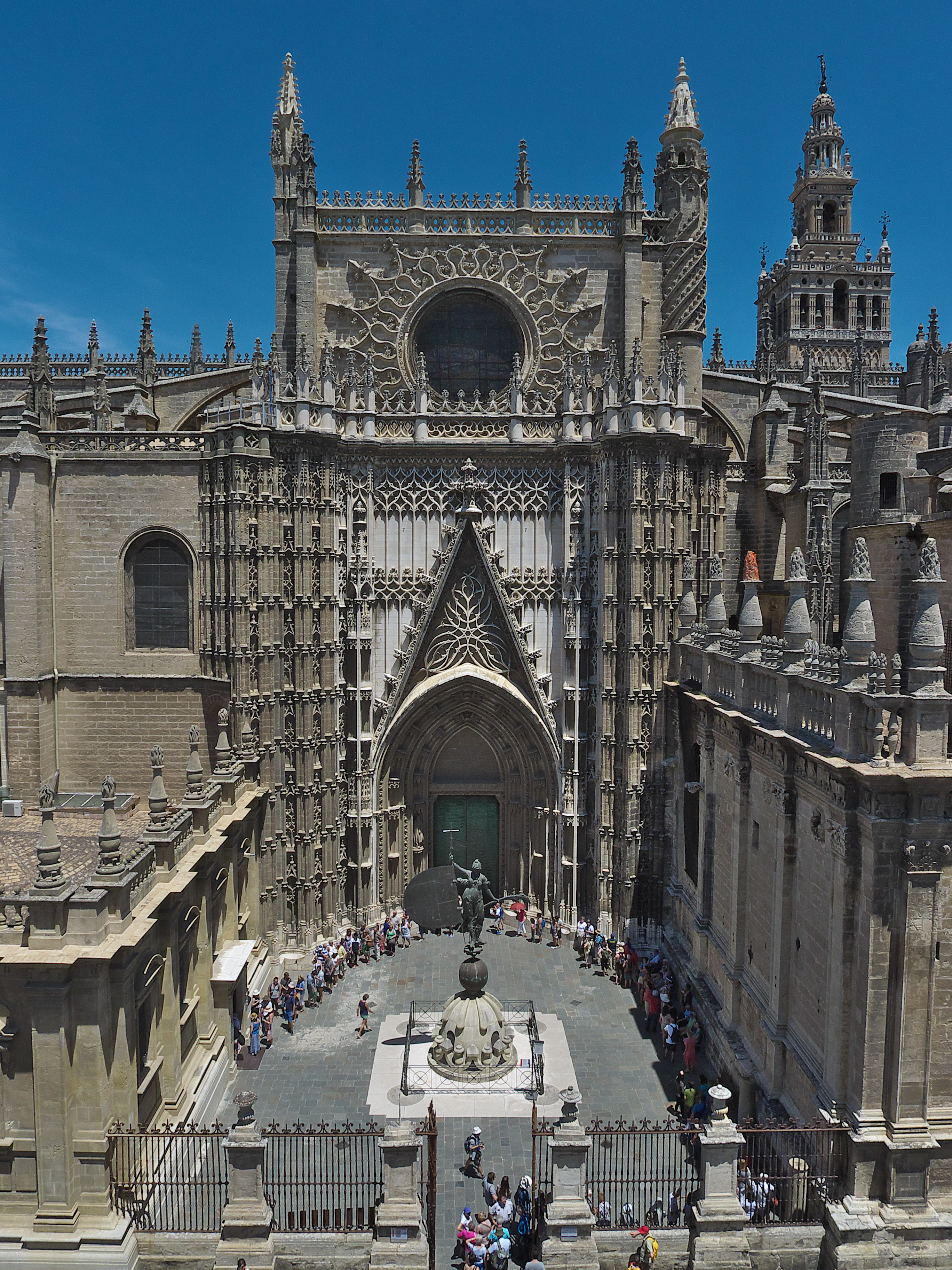
Porta de l'Ascención. Catedral de Sevilla.

Va estudiar Arquitectura a la Universitat de Valladolid, on hi va obtenir el títol d'agrimensor i mestre d'obres. Després de fer pràctiques en el ferrocarril de Palència-Lleó, el 1863 es va traslladar a Madrid. Va ser arquitecte municipal d'Alcalá de Henares i provincial de Valladolid entre els anys 1873 i 1875. El 1877 fou acadèmic de perspectives i ombres de l'Escola Superior d'Arquitectura de Madrid. Va ser membre de la Reial Acadèmia de Belles Arts de Sant Ferran i de la Reial Acadèmia de la Història des de 1914.

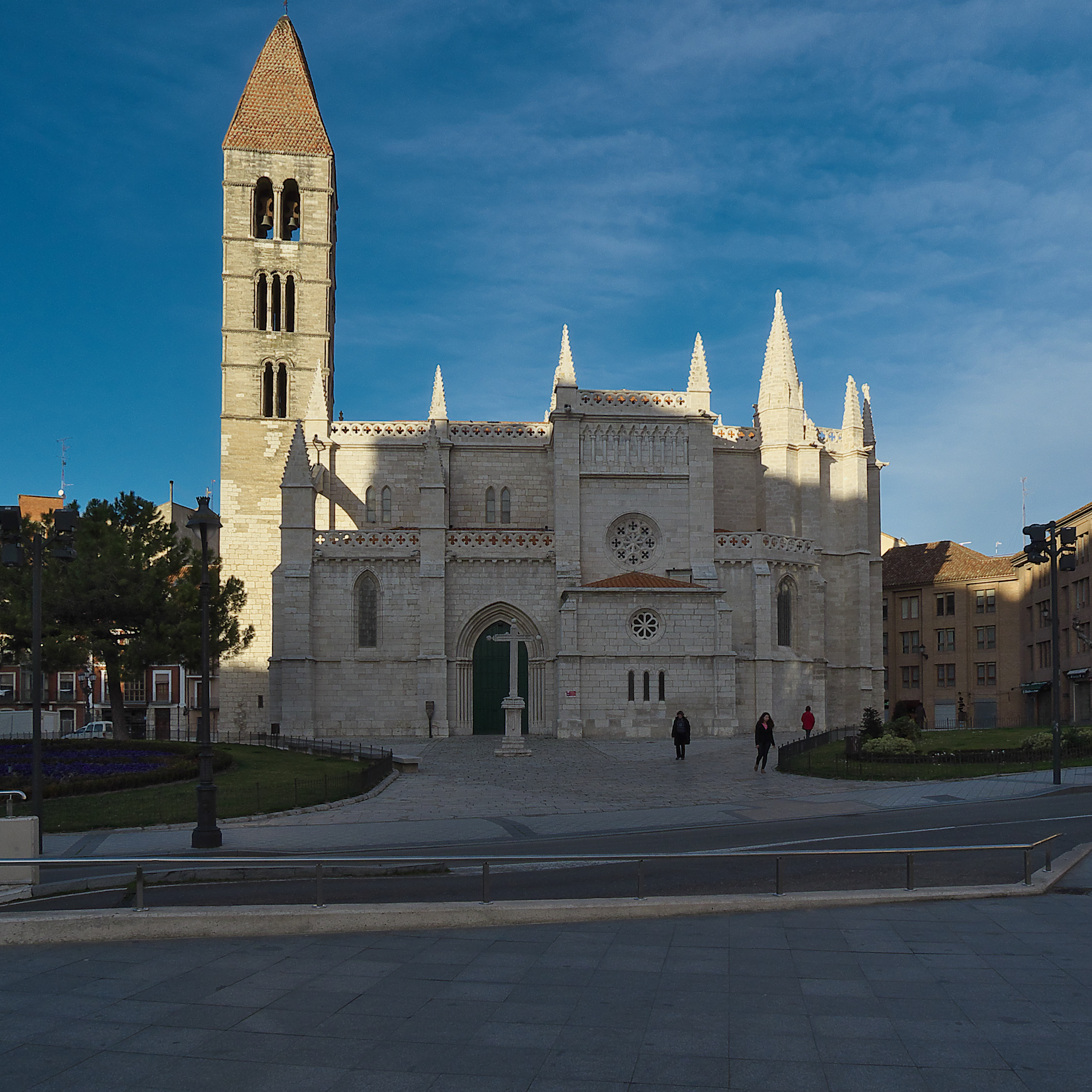
Església de Santa María La Antigua. Valladolid

Va destacar especialment com restaurador de catedrals, com les de Tarragona, Lleó, Àvila i Santiago de Compostel·la.
La seva obra més destacada va ser la restauració de la Catedral de Santa María de la Sede de Sevilla, l'última fase de la qual va concloure. Fernández Casanova es va encarregar de remossar les façanes del temple. Entre 1895 i 1927 les portes del costat nord van ser decorades amb guarniments neogòtics i columnes d'ordre corinti, per harmonitzar amb l'estil gòtic que predomina en tota la catedral. També va tenir una important participació en la restauració del castell d'Almodovar del Río. Per la seva trajectòria va rebre l'encomana de l'Orde d'Isabel la Catòlica i la Gran Creu de l'Orde d'Alfons XII.

## Obres
- El Catálogo Monumental y Guia de Monumentos Historicos y artisticos de la provincia de Sevilla.
- Castillos, recintos de ciudades é Iglesias fortificadas de España